# Abd ar-Rahman
Abd ar-Rahman (in alfabeto arabo: عبد الرحمٰن) è un nome proprio di persona arabo maschile.

## Varianti
- Varianti di traslitterazione: 'Abd al-Rahman, Abd ar-Rahim[1], Abdur Rahman[1][2], Abdur Rahim[1], Abd al-Rahman[1], Abdul Rahman[1], Abd al-Rahim[1]
  - Forme in arabo magrebino: Abderrahim[1], Abderrahmane[1]

### Varianti in altre lingue
- Bengalese:  আব্দুর রহমান (Abdur Rahman)[1]
- Ceceno: Абдурахман (Abduraxman)[1]
- Curdo: عەبدولڕەحمان ('Ebdulrehman)[1]
- Italiano: Abderamo[3]
- Malese: Abdul Rahman[1]
- Somalo: Cabdiraxmaan[1], Abdirahman

## Origine e diffusione
È composto dai termini arabi عبد ('abd, "servo") e رحمن (rahman, "clemente", "misericordioso", da cui il nome Rahman), e vuol dire quindi "servo del misericordioso" (laddove con "misericordioso" si intende naturalmente Allah). 
Il nome venne portato da varie figure storiche, tra cui ʿAbd al-Rahmān ibn ʿAwf, uno dei Ṣaḥāba del profeta Maometto, e Abd al-Rahman ibn Mu'awiya, fondatore di una dinastia che governò sulla Spagna per tre secoli.

## Persone
- Abd ar-Rahman bin Muhammad al-Butiri, poeta arabo

### Variante Abd al-Rahman
- 'Abd al-Rahman al-Awza'i, giurista arabo
- Abd al-Rahman al-Kawakibi, teologo siriano
- Abd al-Rahman al-Kaylani, politico iracheno
- Abd al-Rahman Arif, generale e politico iracheno
- Abd al-Rahman bin Faysal Al Sa'ud, sovrano saudita
- Abd al-Rahman ibn Abd Allah al-Ghafiqi, generale arabo
- Abd al-Rahman ibn Mu'awiya, emiro di al-Andalus
- Abd al-Rahman ibn Nasir al-Sa'di, religioso saudita
- Abd al-Rahman Munif, scrittore georgiano
- Abd al-Rahman Shahbandar, politico siriano
- 'Abd al-Rahman Suwwar al-Dhahab, generale e politico sudanese

### Altre varianti
- Abdul Rahman di Negeri Sembilan, sovrano malese
- Abdirahman Ahmed Ali Tur, politico somalo
- Abdulrahman Al-Qahtani, calciatore saudita
- Abdul Rahman bin Sa'ud Al Sa'ud, principe e dirigente sportivo saudita
- Abdul Rahman Baba, calciatore ghanese
- Abdulrahman Fawzi, calciatore e allenatore di calcio egiziano
- Abderrahim Goumri, mezzofondista e maratoneta marocchino
- Abdur Rahman Khan, emiro dell'Afghanistan
- Abderrahman Samba, ostacolista mauritano naturalizzato qatariota